# Борисов, Валентин Михайлович (политик)
Валентин Михайлович Борисов (укр. Валентин Михайлович Борисов; 17 августа 1950, Сомон (джамоат), Гиссарский район — 23 апреля 2023, Севастополь) — советский, украинский и российский политический и государственный деятель. Председатель Севастопольского городского совета (2002—2006).

## Биография
Родился 17 августа 1950 года в деревне Ханака Гиссарского района, Сталинабадская область, Таджикская ССР. В 1972 году окончил Севастопольский приборостроительный институт (1972) и Харьковский национальный педагогический университет имени Григория Сковороды (2000).
До 1991 года работал заведующим отделом агитации и пропаганды, заведующим промышленно-транспортного отдела Севастопольского городском КП Украины. Работал мастером, инженером-конструктором, ведущим инженером, заведующим сектором, главным инженером на НПО «Южрыбтехцентр».
В 1992—1994 годах — представитель Президента Украины в Ленинском районе г. Севастополя.
С марта 1998 по апрель 2002 года — первый заместитель председателя Севастопольской городской госадминистрации. С апреля 2002 по апрель 2006 года — председатель Севастопольского городского совета народных депутатов. Член Народно-демократической партии Украины, председатель Севастопольской городской организации НДП.
С 2006 года начальник территориального управления Счётной палаты Украины по Автономной Республике Крым и городу Севастополю.
После аннексии Крыма Россией принял российское гражданство, вступил в партию Справедливая Россия. Также стал руководителем НДО «Справедливый Севастополь».
Скончался 23 апреля 2023 года.